# 臧书奴
臧书奴（英語：Aaron Zang，1982年—），是一名现居于澳门的中国扑克玩家。2019年，他赢得了价值1,050,000英镑的无限注德州扑克传奇扑克慈善赛事，这是扑克锦标赛历史上单次奖金最高的赛事。

## 扑克生涯
臧书奴在进入大学之后通过一个朋友接触到了扑克。他定期将钱存入他常去的party poker在线扑克室。 2006 年，他的叔叔给了他1000人民币作为扑克的启动资金。他用这笔钱建立了40万日元的资金池。2007年，藏书奴在澳门开始了自己的职业扑克生涯。
2019年，臧书奴击败布琳·肯尼，赢得£1,050,000无限注德州扑克传奇百万赛冠军。该锦标赛是扑克锦标赛历史上最大的预定单次支出，第一名获得一千九百万英镑放入奖金（合两千三百一十万美元）。然而，由于与 Kenney 达成的奖金分配协议，Zang 最终获得了第一名，13,779,491英镑（合16,775,820 美元），而布琳·肯尼则获得了更高的16,890,509英镑（20,563,324美元）。这笔交易是在锦标赛进入单挑时达成的。当时肯尼手握五倍于臧书奴的筹码。随后，臧书奴卷土重来，最终赢得了比赛。 因此，臧书奴获得了扑克锦标赛历史上第三大的单笔奖金，仅次于布琳·肯尼在同一锦标赛中获得的亚军奖金和安东尼奥·艾斯芬迪亚里在2012年Big One for One Drop中获得的价值为$18,346,673的胜冠军奖金。
截至2020年8月，臧书奴在现场扑克锦标赛中赢得了超过1760万美元的奖金，超越曾加威成为现场锦标赛中最成功的中国扑克选手。

## 个人生活
臧书奴在高中时玩万智牌，并曾获得中国冠军。他于2005年大学毕业。2013年，他在深圳创办了一家专门玩比特币的公司。